# Улица Чернышевского (Астрахань)
У́лица Черныше́вского — одна из улиц исторического района Белый город в центральной части Астрахани, проходит с запада на восток параллельно Советской улице и улице Красного Знамени. Начинается от улицы Тредиаковского у Астраханского кремля, пересекает улицы Кирова и Володарского и заканчивается во дворе дома № 1 по Коммунистической улице, не доходя до её проезжей части. На улице Чернышевского располагаются администрация города, городская дума и другие госорганы, а также главный почтамт, Музей культуры Астрахани и несколько исторических памятников архитектуры.

## История
Вознесенская улица возникла после перепланировки города в 1740-х гг., когда было оставлено незастроенное пространство между Большой и Архиерейской улицами. Улица проходила через весь Белый город до Вознесенских ворот. Она была извилистой в соответствии с рельефом южного склона Долгого бугра. После пожара 1767 года и по генеральному плану 1769 года улица была спрямлена и сокращена, упираясь в Рождественскую улицу.
До 1837 года улица называлась Вознесенской, затем почти сто лет носила название Почтовая (на ней размещалось здание Астраханской почтовой конторы), а в 1936 году была переименована в честь Николая Гавриловича Чернышевского. Чернышевский проживал в Астрахани в 1883—1889 годах, в том числе на данной улице.

## Застройка
Сохранившаяся застройка улицы относится к периоду 1790—1970-х гг. На улицу выходят 9 объектов культурного наследия, 4 из них федерального значения и 5 — регионального (большинство из памятников архитектуры обращены к улице второстепенными фасадами).
По нечётной стороне
- Дом 1 — жилой дом 1930-х гг. на месте застройки, пострадавшей при пожаре во время революционных событий 1918 года и позднее снесённой. Среди неё были Сиротский суд, канцелярия и архив городской управы[5].
- Дом 3/20 (угол с улицей Кирова) — ведомственный жилой дом, построен в 1939—1943 гг., архитектор В. М. Ананьев. Место расположения народного училища (построено в 1798 году архитектором А. П. Дигби), позднее мужской классической гимназии. Здание пострадало в пожаре 1918 года во время революционных событий и было снесено[6].

По чётной стороне
- Дом 4 — дом, где проживал Н. Г. Чернышевский. В советский период было музеем Чернышевского, сейчас — музей культуры города Астрахани[5]
- Дом 10/25 (угол с улицей Кирова) — городской почтамт, ранее почтовая контора, перестроенная в 1903 году архитектором А. С. Малаховским, позднее надстроена[2].

## Фотогалерея
- Дом 8/22 на углу с улицей Кирова
- Астраханский почтамт
- вид на улицу Чернышевского с Астраханского кремля